# Konopnica
Konopnica es un pueblo ubicado en el municipio de Kriva Palanka, en Macedonia del Norte.

## Superficie
Posee una superficie de 20,65 kilómetros cuadrados.

## Demografía
Hasta 2021 la población era de 1288 habitantes, con una densidad de población de 62,37 habitantes por kilómetro cuadrado.